# Großsteingrab Myregård 1
Das Großsteingrab Myregård 1 (dänisch Myregård Langdysse) ist eine zwischen 3500 und 2800 v. Chr. entstandene megalithische Grabanlage der jungsteinzeitlichen Nordgruppe der Trichterbecherkultur im Kirchspiel Helsinge in der dänischen Kommune Gribskov.

## Lage
Das Grab liegt am Südostrand von Kæderup. In der näheren Umgebung gibt bzw. gab es mehrere weitere megalithische Grabanlagen. Etwa 170 m südöstlich lag das zerstörte Großsteingrab Myregård 2. Etwa 350 m ostsüdöstlich lag das ebenfalls zerstörte Großsteingrab Myregård 3. 1 km nordwestlich liegt das in Resten erhaltene Großsteingrab im Høbjerg Hegn.

## Forschungsgeschichte
Mitarbeiter des Dänischen Nationalmuseums führten im Jahr 1886 eine erste Dokumentation der Fundstelle durch. 1889 wurden Zeichnungen des Grabes angefertigt. 1939 erfolgte eine erneute Aufnahme durch Mitarbeiter des Nationalmuseums, 1989 eine weitere durch Mitarbeiter der Forst- und Naturbehörde und 2012 eine weitere durch Mitarbeiter des Kroppedal-Museums.

## Beschreibung

### Architektur
Die Anlage besaß ursprünglich eine rechteckige, nord-südlich orientierte Hügelschüttung mit einer Länge von 36 m und einer Breite von 12 m. Diese ist mittlerweile fast vollständig abgetragen. Die Hügelschüttung war ursprünglich von großen Steinen umstanden, von denen 1886 nur noch drei an der nördlichen Schmalseite und einer am Nordende der westlichen Langseite erhalten waren. Alle vier Steine waren umgekippt. In späteren Beschreibungen werden sie nicht mehr erwähnt, sie wurden daher wohl im späten 19. oder frühen 20. Jahrhundert entfernt.
Am Südende des Hügels befindet sich die Grabkammer, die als kleiner Dolmen (Urdolmen) anzusprechen ist. Sie ist nord-südlich orientiert und hat nach der Vermessung von 1886 innen eine Länge von 1,7 m, eine Breite von 1,1 m im oberen und 1,2 m im unteren Bereich und eine Höhe von 1,3 m. Die Vermessung von 1942 ergab hingegen eine innere Länge von 1,8 m und eine innere Breite von 0,8 m. Die Kammer besteht aus zwei großen Wandsteinen an den Langseiten, zwei kleineren Wandsteinen an den Schmalseiten und einem Deckstein. Der östliche Wandstein ist 2,4 m lang, 1,4 m hoch und 0,9 m dick. Der östliche Wandstein ist 2,4 m lang, 1,5 m hoch und 0,7 m dick. Der Deckstein ist 2,5 m lang, 2 m breit und 1 m dick. 1889 befand sich die Kammer noch in gutem Zustand, heute stehen ihre Steine jedoch größtenteils nicht mehr in situ. Die Steine an der Ost- und Nordseite sind nach außen gekippt. Der Stein an der Westseite ist gespalten. Der Deckstein wurde bei der Untersuchung im Jahr 1939 nach Osten abgewälzt; bedingt durch den Ausbruch des Zweiten Weltkriegs wurde er nicht wieder aufgesetzt.

### Funde
In der Mitte des Hügels wurden menschliche Knochen gefunden.